# Deutsche Stiftung Verbraucherschutz
Die Deutsche Stiftung Verbraucherschutz (DSV) ist eine Organisation mit dem Ziel, zusätzliche Finanzquellen zur Förderung der Verbraucherarbeit zu erschließen. Finanziert werden Projekte zur Information, Beratung und Weiterbildung von Konsumenten, zur Durchsetzung von Verbraucherinteressen und zur Verbesserung der Stellung von Verbrauchern in der sozialen Marktwirtschaft. Neben der Finanzierung durch Unternehmensspenden setzt die Stiftung auf eine enge Zusammenarbeit mit den Unternehmen.

## Geschichte
Die deutschen Verbraucherzentralen sind auf Landesebene organisierte Vereine, die sich aufgrund eines staatlichen Auftrags und überwiegend ausgestattet mit Steuermitteln dem Verbraucherschutz widmen und Beratungsleistungen erbringen. Sie sind als gemeinnützig anerkannt und in der politischen Dachorganisation Verbraucherzentrale Bundesverband e. V. (vzbv) zusammengeschlossen.
Im Oktober 2009 stellte die vzbv fest, dass die Finanzierung der Verbraucherzentralen nicht ausreichend und nicht bedarfsgerecht ist. Er forderte zusätzliche finanzielle Mittel von Bund und Ländern, eine Beteiligung der Wirtschaft am Aufbau und der Finanzierung unabhängiger Beratungsstrukturen mittels gesetzlich zu fixierenden, zweckgebundenen Abgabeverpflichtungen der Anbieter und die Gründung einer Deutschen Stiftung Verbraucherschutz, um zusätzlich spezifische Aufgaben der Verbraucherarbeit zu finanzieren.
Am 16. Dezember 2010 stellte der vzbv die Deutsche Stiftung Verbraucherschutz öffentlich vor. Der Deutsche Bundestag hatte ein Stiftungskapital in Höhe von zehn Millionen Euro für 2011 zugesagt. Als erster Zustifter aus der Wirtschaft unterstützte die ING-DiBa die Stiftung mit einem Betrag von 500.000 Euro. In der Pressemitteilung der vzbv wurde als Ziel der Stiftung angegeben, zusätzliche Finanzquellen zur Förderung der Verbraucherarbeit zu erschließen.

## Selbstbild
Die Stiftung gibt als ihr Ziel an, die Verbraucherarbeit in Deutschland stärken zu wollen. Sie fördert darum Projekte, um Verbraucher besser zu informieren, zu beraten und weiterzubilden. Sie will es ermöglichen, Verbraucherinteressen durchzusetzen und die Stellung des Verbrauchers in der sozialen Marktwirtschaft zu verbessern. Die Deutsche Stiftung Verbraucherschutz will zudem Zivilgesellschaft, Wirtschaft, Politik und Wissenschaft ein Forum bieten, in dem diese sich gemeinsam für Verbraucherschutz engagieren können.
Als konkrete Ziele der Stiftungsarbeit nennt die Organisation
- die Information von Verbrauchern und die Stärkung von Verbraucherrechten
- die Verbesserung der Konsumkompetenz von Kindern und Jugendlichen
- die Förderung des Dialogs zwischen Unternehmen und Verbraucherorganisationen
- die Förderung von innovativen Ideen und zukunftsweisende Lösungen in der Beratungspraxis
- die Förderung der Präsenz und kompetente Darstellung von Verbraucherthemen in der Öffentlichkeit und Politik
- die Stärkung der Arbeit der Verbraucherorganisationen durch eine bessere Finanzierung

## Projekte
Die Stiftung ist eine fördernde Stiftung, die den Stiftungszweck durch die Gewinnung und die Weitergabe von Finanzmitteln und eigene Projekte verwirklicht. Antragsberechtigt zur Förderung von Maßnahmen sind der Verbraucherzentrale Bundesverband und seine Mitgliedsorganisationen sowie Partnerorganisationen. Landesverbände der Partnerorganisationen können über den jeweiligen Bundesverband Anträge stellen. Fördermittel werden dem Antragsteller (Bundesverband) zur Verfügung gestellt, der damit auch rechenschaftspflichtig ist.

### Förderbereiche
Für die Stiftung wurden Förderbereiche festgelegt, in denen Projekte gefördert und Modellprojekte durchgeführt werden.
VerbraucherbildungEs werden Projekte gefördert, die das Bildungssystem in Deutschland unterstützen und Kindern und Jugendlichen Verbraucher-Kompetenzen in den fünf Konsumbereichen Ernährung und Gesundheit, Finanzen, Verbraucherrecht, Medien sowie Nachhaltiger Konsum vermitteln.
VerbraucherforschungDie Stiftung fördert wissenschaftliche Studien, investiert in Politikberatung sowie die Vernetzung von Forschungsaktivitäten in den Verbraucherwissenschaften.
Finanzmarkt & AltersabsicherungHier geht es um Projekte, die zu einem fairen Wettbewerb und transparenteren Vertriebsmethoden auf dem Finanzmarkt führen sollen. Dabei sollen die Interessen von Verbrauchern gegenüber Anbietern und Politik vertreten und zugleich die Finanzkompetenz der Verbraucher gestärkt werden.
Nachhaltigkeit & KlimaschutzDie Stiftung finanziert Projekte im Bereich nachhaltiger Konsum und Klimaschutz und unterstützt aktiv Ansätze zu einer klimafreundlichen und verbraucherorientierten Energiewende.
Digitale Welt & InformationstechnologienDie Stiftung fördert Projekte, die für faire Regeln und Wettbewerb in der digitalen Welt zu sorgen und es Verbrauchern zu ermöglichen, das Web selbstbestimmt und gefahrlos zu nutzen. Ein wichtiger Baustein soll dabei der Erwerb von Medienkompetenz sein.
Gesundheit, Ernährung & PflegeDie Stiftung fördert im Bereich Gesundheit und Ernährung sowohl präventive Informationsangebote, die sich am Lebensumfeld von unterschiedlichen Verbrauchergruppen orientieren als auch Projekte, die Anbieter und Politik zum Handeln bewegen.
VerbraucherrechtZur Stärkung von Verbraucherrechten werden Veranstaltungen (zum Beispiel Verbraucherparlamente, Kongresse etc.), Gutachten im Vorfeld von juristischen Auseinandersetzungen oder gezielten Kampagnen unterstützt. Verbraucher, die die Opfer betrügerischer und unrechtmäßiger Praktiken von Unternehmen geworden sind, können in Einzelfällen im Rahmen eines „Rechtshilfefonds“ bei einer gerichtlichen Auseinandersetzung unterstützt werden.
Ehrenamt und EmpowermentVerbraucher entdecken und nutzen zunehmend die Möglichkeit, mit ihrem Einkaufsverhalten direkt auf die Produktion von Lebensmitteln, Textilien oder Unterhaltungselektronik einzuwirken, um ihre Vorstellungen von Qualität oder sozialen Fragen vorzubringen. Geförderte Projekte sollen Verbraucher ermächtigen, an politischen Entscheidungen und gesellschaftlichen Diskursen mitwirken zu können. Dabei soll auch das Ehrenamt im Verbraucherschutz ausgebaut werden.
Innovationen der VerbraucherarbeitUm die Verbraucherarbeit der Vereine und Verbände in Deutschland weiterzuentwickeln sollen Erfahrungen mit innovativen und zukunftsträchtigen Ansätzen gesammelt und dieses Wissen in das Netzwerk des Verbraucherschutzes eingespeist werden.

### Modellprojekte
- Verbraucherschule
- Bundespreis Verbraucherschutz

#### Bündnis für Verbraucherbildung
Das „Bündnis für Verbraucherbildung“ wurde von der Stiftung initiiert und wird von ihr geleitet. Es wurde am 12. März 2013 gegründet, um Konsum- und Alltagskompetenzen von Kindern, Jugendlichen und Erwachsenen zu fördern. Bündnispartner sind Arbeiterwohlfahrt, Bertelsmann Stiftung, Bundesarbeitsgemeinschaft der Seniorenorganisationen, Bundesarbeitsgemeinschaft Lernort Bauernhof, Bundesverband der Deutschen Industrie, Bundesverband deutscher Banken, Bundesverband Informationswirtschaft, Telekommunikation und neue Medien, Caritas, Commerzbank, Commerzbank-Stiftung, Deutscher Evangelischer Frauenbund, Deutscher Familienverband, Deutscher Frauenring, Deutscher LandFrauenverband, Deutscher Mieterbund, Deutsche Telekom, Edeka, Germanwatch, Handelsverband Deutschland, ING-DiBa, Metro, Naumann (Deutsche Gesellschaft für Hauswirtschaft), REWE Group, Tchibo, Verbraucherservice im Katholischen Deutscher Frauenbund und die Landesorganisationen Verbraucherzentrale.

### Geförderte Projekte (Auszug)
- Studie zu Verbraucherkompetenz (DSV in Kooperation mit imug, 2017/18)
- Medienportal zum Urheberrecht (VZ Bremen, 2012)
- Stärkung von Verbraucherschutzkompetenz von Flüchtlingen (AWO, 2017)
- Videospots „Verbraucherschutz in 100 Sekunden“ (DSV, 2011–2013)
- WEBiTIPP (VZ Saarland, 2017/18)
- Verbraucherschule (vzbv, 2014–2023)
- Meine Finanzen, mein Leben im Griff (VZ NRW/Saarland, 2020)
- Energiebildung für Ukrainer: innen (VZ Brandenburg, 2022/23)
- Qualitätskontrolle von Beratungsprotokollen (vzbv, 2011)
- Bildung zum Klimaschutz (VZ Brandenburg, 2011)
- Verbraucherquiz „Wer fragt, gewinnt“ (VZ Sachsen, 2011)
- Urteilsdatenbank im Internet (VZ NRW, 2011)

## Partnerorganisationen
- Verbraucherzentrale Bundesverband und seine Mitgliedsorganisationen
- Bauherren-Schutzbund
- Schutzgemeinschaft der Kapitalanleger
- Bund der Energieverbraucher
- Verband Wohneigentum
- Bundesarbeitsgemeinschaft der Seniorenorganisationen
- VerbraucherService im KDFB
- Bundesverband hauswirtschaftlicher Berufe MdH
- Verkehrsclub Deutschland
- Deutscher Caritasverband
- Deutsche Gesellschaft für Hauswirtschaft
- Deutscher Familienverband
- Deutscher Frauenring
- Netzwerk Haushalt
- Deutscher Landfrauenverband
- Deutscher Mieterbund
- Diakonie Deutschland
- Deutscher Evangelischer Frauenbund
- Familienbund der Katholiken
- Aktion Bildungsinformation
- Katholische Frauengemeinschaft Deutschlands
- Allgemeiner Deutscher Fahrrad-Club
- Katholische Arbeitnehmer-Bewegung
- Arbeiterwohlfahrt Bundesverband
- Pro Bahn
- Zentralverband deutscher Konsumgenossenschaften

## Organisation
Der Vorstand wird von der Geschäftsstelle unterstützt und kontrolliert die Geschäftsstelle. Die Richtung wird dem Vorstand vom Stiftungsrat vorgegeben. Das Kuratorium berät den Vorstand und den Stiftungsrat.

### Mitglieder der Stiftungsgremien
Den Gremien gehören mit Stand Mai 2021 an:
- Stiftungsvorstand
  - Vorsitzender: Wolfgang Schuldzinski, Vorstand Verbraucherzentrale NRW
  - Stellvertretende Vorsitzende: Florian Becker, Bauherren-Schutzbund e.V.
  - Geschäftsführender Vorstand: Henrik Fork, Verbraucherzentrale Bundesverband
- Kuratorium
  - Kerstin Bartels, Leiterin Unternehmenskommunikation HUK-COBURG
  - Thomas Bieler, Verbraucherschutzbeauftragter, ING-DiBa
  - Rüdiger Bockhorst, Projektleiter, Reinhard Mohn Stiftung, Bertelsmann Stiftung
  - Stefan Dierks, Director Sustainability Strategy Melitta
  - Vera Fricke, Leiterin Team Verbraucherbildung, Verbraucherzentrale Bundesverband
  - Muhanad Al-Halak, MdB, FDP
  - Linda Heitmann, MdB, Bündnis 90/Die Grünen
  - Anna Kentrath, Leiterin Unternehmenskommunikation Dirk Rossmann GmbH
  - Amira Mohamed Ali, MdB, BSW
  - Kirsten Schlegel-Matthies, Professorin für Haushaltswissenschaft, Universität Paderborn
  - Helga Springeneer, Abteilungsleiterin Verbraucherpolitik, Bundesministerium für Umwelt, Naturschutz, nukleare Sicherheit und Verbraucherschutz
  - Nicola Tanaskovic, Bereichsleitung Corporate Responsibility, Rewe Group
  - Carsten Träger, MdB, SPD
  - Volker Ullrich, MdB, CSU
- Stiftungsrat
  - Annabel Oelmann, Vorsitzende des Stiftungsrates (Vorstand Verbraucherzentrale Bremen e.V.)
  - Stefan Bock (Vorstand Verbraucherzentrale Schleswig-Holstein)
  - Axel Kleinlein, stellv. Vorsitzender des Stiftungsrates (Vorstand Bund der Versicherten e.V.)
  - Hubertus Primus, Vorstand Stiftung Warentest
  - Melanie Weber-Moritz (Bundesdirektorin Deutscher Mieterbund e.V.)
  - Marion Zinkeler (Geschäftsführender Vorstand Verbraucherzentrale Bayern e. V.)
- Geschäftsstelle
  - Geschäftsführerin: Julia Marg

## Kritik
Im März 2013 kritisierte Foodwatch einen zu starken Einfluss und eine zu starke Beteiligung von Unternehmensvertretern an der Arbeit des Bündnisses. Insbesondere wurde kritisiert, dass Unternehmensvertreter im Strategiebeirat Verbraucherbildung säßen, dass Unternehmen im Stiftungskuratorium vertreten seien, dass in Betracht gezogen wurde, Unternehmensvertreter unter dem Siegel des Bündnisses für Verbraucherbildung an Schulen zu entsenden und dass Unterrichtsmaterial direkt von den Unternehmen erstellt würde.